# Miguel de Zalba
Miguel de Zalba (documentato anche come Salva, Zalva e Salua) (Pamplona, 1374 circa – Monaco, 24 agosto 1406) è stato un cardinale spagnolo della Chiesa cattolica, nominato dall'antipapa Benedetto XIII.

## Biografia
Era nipote dello pseudocardinale Martín de Zalba; giovanissimo nel 1386 ottenne il baccalaureato in legge, poi il 6 ottobre 1403 completò gli studi e il successivo 6 dicembre ottenne il dottorato in utroque iure presso l'Università di Bologna.
Avviato giovanissimo alla carriera ecclesiastica, nel 1386 ricevette un priorato in Francia e quello di Villatuerta; ricevette altri benefici a Peralta e a Falces, Navarra. Fu canonico del capitolo della cattedrale di Segovia nel 1390. Quattro anni dopo, nel 1394, divenne canonico dei capitoli delle cattedrali di Tudela e Calahorra, racionero di Peralta e pastore di Sara. Fu inoltre professore di diritto all'Università di Avignone.
Nel concistoro del 9 maggio 1404 fu creato pseudocardinal diacono con il titolo di San Giorgio in Velabro. L'antipapa Benedetto XIII gli garantì i benefici che erano rimasti vacanti dopo la morte dello zio, anche lui pseudocardinale.
Il 25 maggio 1406 fu eletto vescovo di Pamplona; governò la diocesi tramite il Vicario Generale García de Aibar. Al momento della sua elezione alla diocesi erano uniti i priorati di Ujué e di Villatuerta e la chiesa di Montréal; a questi l'antipapa aggiunse, tra gli altri, il priorato di Santa Cruz de Tudela. 
Accompagnò l'antipapa Benedetto XIII in Italia, ma fu colpito dalla peste e morì il 24 agosto 1406 a Monaco, diocesi di Nizza. Il suo corpo fu trasportato a Nizza e fu sepolto nella chiesa di San Francesco; successivamente, i suoi resti furono trasferiti nella chiesa certosina di Saint-Marie de Bon Pas ad Avignone e fu sepolto vicino alla tomba dello zio.
Il testo dell'epitaffio riporta:
DE LA SALVA LEGVM DOCTOR NATIONE NAVARRVS

S. GEORGII AD VELVM AVREVM DIACONVS CARDINALIS

OBIIT APVD MONACHVM NICIENSIS DIOECESIS

DIE XVI. AVGVSTI ANNO MCCCVI.

ET FVIT NEPOS DOMINI MARTINI

CARDINALIS PAMPLONENSIS VVLGARITER NVNCVPATI

IN HAC CAPELLA ETIAM SEPVLTI

QVORVM ANIMAE REQVIESCANT IN PACE. AMEN.